# العارضة (حبيش)

تعديل مصدري - تعديل

العارضة هي إحدى قرى عزلة بني شبيب بمديرية حبيش التابعة لمحافظة إب، بلغ تعداد سكانها 457 نسمة حسب تعداد اليمن لعام 2004.